# La Herguijuela (Ávila)
La Herguijuela es una localidad española perteneciente al municipio abulense de San Juan de Gredos, en la comunidad autónoma de Castilla y León.

## Toponimia
Herguijuela es la antigua forma de egrijuela diminutivo de egrija, «iglesia» con palatización de /s/, y metátesis de /r/. La letra <H> es un añadido posterior sin ninguna base etimológica.

## Situación

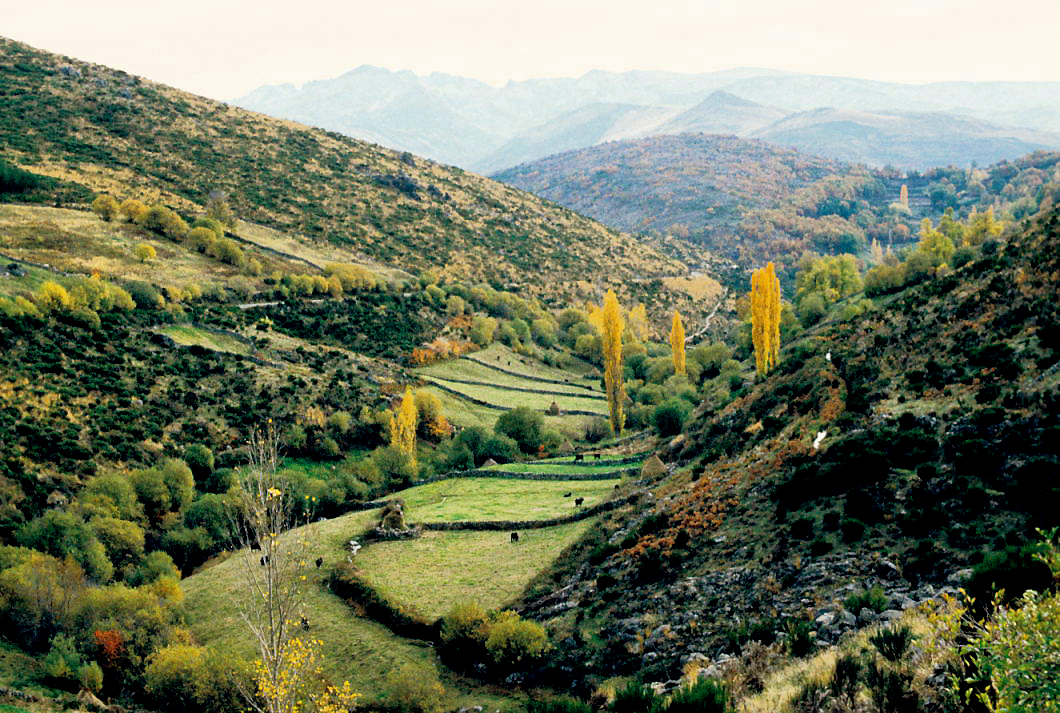
Paisaje en los alrededores

Situado en la falda sur de la sierra de Villafranca, en la carretera que enlaza Piedrahíta con Navacepeda de Tormes y a 6 km de la cima del puerto de Peñanegra. Pertenece al partido judicial de Piedrahíta y al municipio de San Juan de Gredos, del que también forman parte las localidades de Navacepeda de Tormes y San Bartolomé de Tormes.
Su altitud sobre el nivel del mar, 1602 m sobre el nivel del mar, le convierte en el segundo pueblo más alto de la provincia y de la comunidad, solamente Navasequilla, con 1648 m, le supera. Está situado, además, entre los diez más altos de España, superado por Valdelinares, Rubió, Tor, Navasequilla y Griegos.

## Clima
La Herguijuela tiene un clima Csb (templado con verano seco y templado) según la clasificación climática de Köppen.
| Parámetros climáticos promedio de La Herguijuela en el periodo 1961-2003                                                                                  | Parámetros climáticos promedio de La Herguijuela en el periodo 1961-2003 | Parámetros climáticos promedio de La Herguijuela en el periodo 1961-2003 | Parámetros climáticos promedio de La Herguijuela en el periodo 1961-2003 | Parámetros climáticos promedio de La Herguijuela en el periodo 1961-2003 | Parámetros climáticos promedio de La Herguijuela en el periodo 1961-2003 | Parámetros climáticos promedio de La Herguijuela en el periodo 1961-2003 | Parámetros climáticos promedio de La Herguijuela en el periodo 1961-2003 | Parámetros climáticos promedio de La Herguijuela en el periodo 1961-2003 | Parámetros climáticos promedio de La Herguijuela en el periodo 1961-2003 | Parámetros climáticos promedio de La Herguijuela en el periodo 1961-2003 | Parámetros climáticos promedio de La Herguijuela en el periodo 1961-2003 | Parámetros climáticos promedio de La Herguijuela en el periodo 1961-2003 | Parámetros climáticos promedio de La Herguijuela en el periodo 1961-2003 |
| Mes | Ene.                                                                     | Feb.                                                                     | Mar.                                                                     | Abr.                                                                     | May.                                                                     | Jun.                                                                     | Jul.                                                                     | Ago.                                                                     | Sep.                                                                     | Oct.                                                                     | Nov.                                                                     | Dic.                                                                     | Anual                                                                    |
| --- | ------------------------------------------------------------------------ | ------------------------------------------------------------------------ | ------------------------------------------------------------------------ | ------------------------------------------------------------------------ | ------------------------------------------------------------------------ | ------------------------------------------------------------------------ | ------------------------------------------------------------------------ | ------------------------------------------------------------------------ | ------------------------------------------------------------------------ | ------------------------------------------------------------------------ | ------------------------------------------------------------------------ | ------------------------------------------------------------------------ | ------------------------------------------------------------------------ |
| Precipitación total (mm) | 78.9                                                                     | 68.1                                                                     | 57.3                                                                     | 63.6                                                                     | 66.1                                                                     | 43.3                                                                     | 18.9                                                                     | 20.4                                                                     | 46.6                                                                     | 80.4                                                                     | 98.4                                                                     | 89.4                                                                     | 731.5                                                                    |
| Fuente: Ministerio de Agricultura, Alimentación y Medio Ambiente. Datos de precipitación para el periodo 1961-2003 en La Herguijuela 4 de octubre de 2012 |                                                                          |                                                                          |                                                                          |                                                                          |                                                                          |                                                                          |                                                                          |                                                                          |                                                                          |                                                                          |                                                                          |                                                                          |                                                                          |

## Historia
Harto difícil de evaluar por los pocos datos históricos de que se dispone. No es descabellado aventurar que la trashumancia para aprovechar los pastos de esta zona en la época estival acabara poblando de manera permanente este lugar, que curiosamente tiene el mismo nombre que otros pueblos próximos situados en Extremadura y Salamanca de donde pudieran proceder los primeros habitantes.

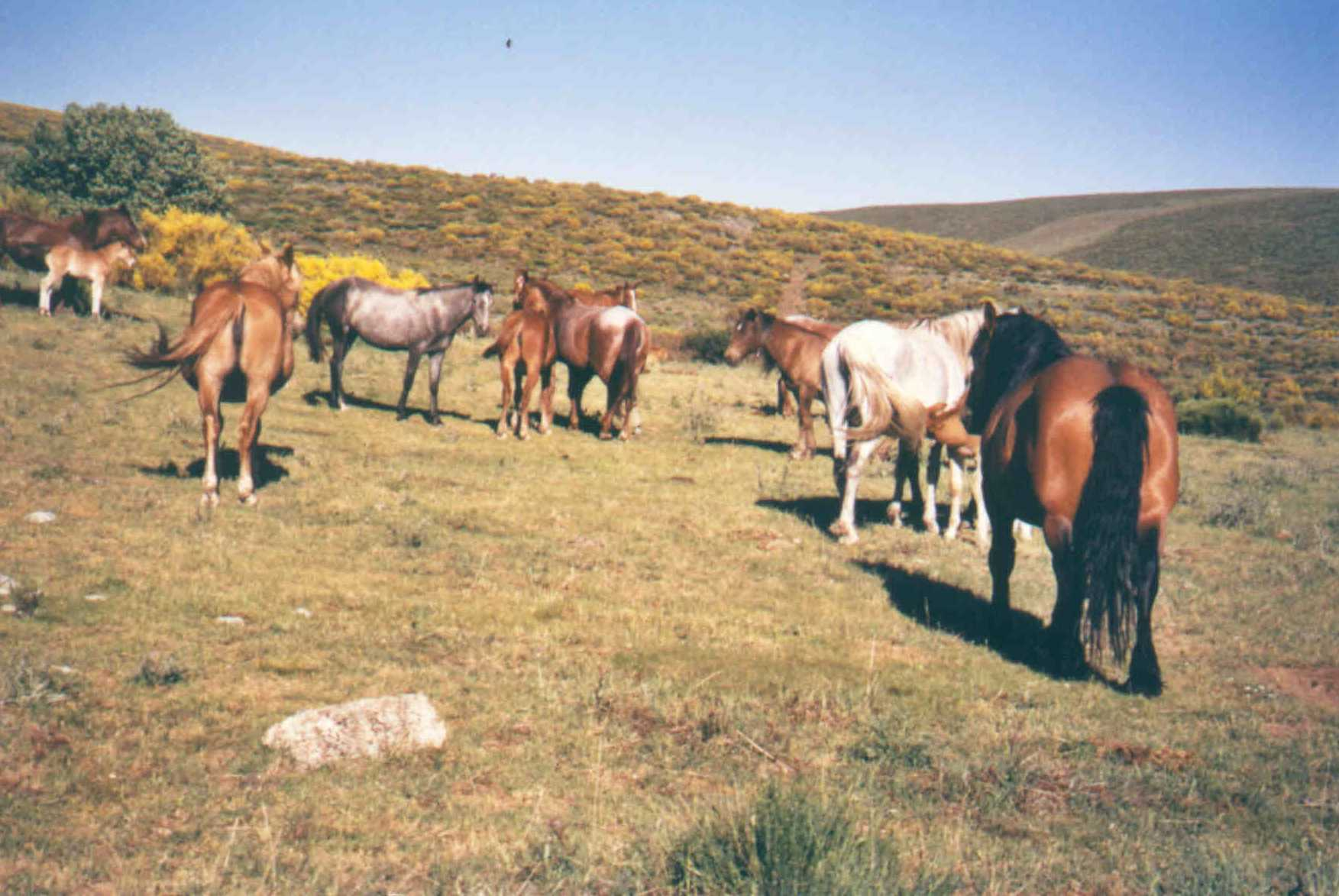
Caballos pastando en la sierra de Villafranca

El dato histórico más antiguo de que se dispone es el del padrón del año 1592, en el que el pueblo tenía ya 70 habitantes, aproximadamente a finales del siglo xix y principios del xx fue cuando el número de habitantes alcanzó el valor más elevado (alrededor de 300), y a partir de mitad del siglo xx fue deshabitándose, como ha pasado con la mayoría de los pueblos de la zona, a causa de la emigración a las grandes ciudades y hoy cuenta con unos 80 habitantes.
A mediados del siglo XIX, el lugar, por entonces con ayuntamiento propio, contaba con una población censada de 186 habitantes. La localidad aparece descrita en el noveno volumen del Diccionario geográfico-estadístico-histórico de España y sus posesiones de Ultramar de Pascual Madoz de la siguiente manera:

HERGUIJUELA: l. con ayunt. de la prov. y dióc. de Avila (9 leg.), part. jud. de Piedrahita (2), aud. terr. de Madrid (27), c. g. de Castilla la Vieja (Valladolid 34). sit. en la sierra llamada de Piedrahita, y en un suave declive; le combaten los vientos N. y E, y su clima es frió , padeciéndose reumas é hidropesías: tiene 50 casas de pobre construccion, inclusa la de ayunt.; escuela de instruccion primaria, común á ambos sexos, á la que concurren sobre 20 alumnos, que se hallan á cargo de un maestro, dotado con 1,000 rs., 1 fuente de buenas aguas, de las que se utilizan los vec. para sus usos, y 1 igl. parr. (Ntra. Sra. de los Angeles), servida por 1 párroco, cuyo curato es de entrada y de presentación ó nombramiento de la justicia, concejo y demas del pueblo. Tiene 1 ermita (Sta. Maria Magdalena), con culto público a espensas de los fieles: en los afueras de la pobl., y lado S., está el cementerio, el que en nada perjudica á la salud pública. El terreno confina N. San Martin de la Vega; E. Hoyos del Collado y Navacepeda; S. San Bartolomé, y O. Piedrahita: se estiende 1 leg. de N. á S. é igual dist. de E. á O., y comprende 1 deh. de 60 á 80 obradas de cabida: bastantes montes poblados de piornos, crecido número de prados de buena yerba, y muchas fuentes de aguas delgadas; le atraviesa una garganta ó arroyo que nace en lo elevado de la sierra, y corre de N. á S. El terreno es de inferior calidad. caminos: los que dirigen á los pueblos limítrofes en mal estado. El correo se recibe de Piedrahita por propio los martes y sábados, y salen los domingos y miércoles. prod. centeno, patatas, alguna cebada y frutas; mantiene ganado lanar, vacuno y caballar; cria caza de liebres y perdices, y alguna pesca de truchas. ind. y comercio: la agrícola, 3 molinos harineros, que solo muelen en invierno, y algun tráfico en ganados. pobl.: 47 vec., 186 alm. cap. prod.: 348,250 rs. imp.: 13,930. ind. y fabril: 1,750. contr.: 3,486.3. mrs.
(Madoz, 1847, p. 172)

En 1955 se rodaron en la localidad escenas de la película Historias de la radio. El municipio de La Herguijuela desapareció en 1974, al fusionarse con los de Bartolomé de Tormes y Navacepeda de Tormes para formar el término municipal de San Juan de Gredos.

## Demografía
| Gráfica de evolución demográfica de La Herguijuela entre 1842 y 1970 |
| |
| Población de derecho según los censos de población del INE. Población de hecho según los censos de población del INE.En este censo se denominaba Herguijuela: 1842. Entre el censo de 1981 y el anterior, este municipio desaparece porque se agrupa en el municipio San Juan de Gredos. |

## Monumentos
Su monumento más importante es su iglesia parroquial que data del siglo XVI, llamada iglesia de Nuestra Señora de los Ángeles. También son destacables sus cinco fuentes de agua fresca y cristalina: El Pilón de la plaza Mayor, El Chorrillo, La fuente de Abajo, La Charquilla y El Cañuelo. Además, a las afueras del pueblo, por la carretera que va a San Martín de la Vega del Alberche, se encuentra el Puente de Santibañas, del año 1905.

## Fiestas
En la localidad se celebran los días: 2 de agosto, Nuestra Señora de Los Ángeles, 3 de febrero, San Blas, y 24 de junio, San Juan Bautista.